# Atramento

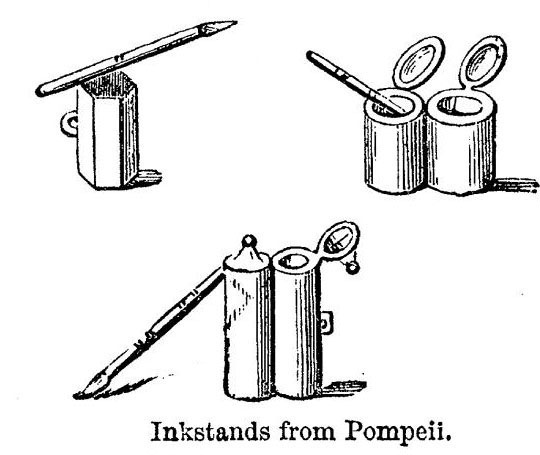
Atramentários ou tinteiros de Pompeia

Atramento (do latim atramentum) era o líquido negro usado na Antiguidade para tingir, escrever e pintar. Distinguia-se em três tipos de substância:
- 1. Atramento sutório,[2] usado por sapateiros como um tipo de graxa para tingir o couro. Continha elementos venenosos como o sulfato de cobre.
- 2. Atramento pictório,[3] um pigmento negro usado por pintores. Plínio descreve uma variedade deles, mas diz que o melhor era produzido ao recolher as cinzas de pinheiro - queimado num forno de mármore -, misturá-las à cola e depois colocar a mistura para secar sob o sol. Trocar a cola por vinagre resultava numa tinta permanente. Sabe-se que o famoso pintor grego Apeles revestia suas obras com uma fina camada de atramento ou verniz, pois ambos protegiam as pinturas e enfraqueciam a tonalidade das cores.
- 3. Atramento librário,[4] usualmente a sua preparação era idêntica a do pictório, mas substituía-se a cola por uma resina. A proporção, segundo Dioscórides, era de três partes de cinzas para uma de resina. Adicionalmente, uma infusão de artemísia protegia os manuscritos contra ratos. O resultado era uma tinta oleosa, mas de longa duração. Ela podia, entretanto, ser facilmente apagada logo após a escrita. Por conseguinte, o mata-borrão foi um implemento comum dos escribas. Sua viscosidade às vezes era objeto de crítica, mas ainda assim ela estava bem adaptada para a escrita em papiros.

O fluido negro das sépias também foi utilizado como tinta, especialmente na África, e os romanos também fizeram uso de pigmentos coloridos (vide cinábrio, mínio e rubrica).
A invenção da tinta composta de óxido de ferro e galha (i.e. ferrogálica) é convencionalmente situada no final do século XII. O uso da galha já era, no entanto, conhecido e citado nos séculos II e V. Apesar de utilizado por séculos este novo pigmento trazia um inconveniente: é autodestrutivo pois os ácidos da tinta ferrogálica reagem com o colágeno dos pergaminhos, iniciando um processo corrosivo dificílimo de interromper e que hoje ainda é motivo de estudo e preocupação para bibliotecas, museus e arquivos.
O que hoje nós chamamos de tinta simpática, isto é, que fica invisível até ser aquecida ou submetida à ação de outros agentes, também era comum na Antiguidade. Ovídio recomendava que as cartas de amor fossem escritas com leite fresco, pois seriam ilegíveis até que se borrifasse pó sobre elas. Ausônio nos dá o mesmo conselho. Plínio sugere que a seiva lactescente de algumas plantas podia ser usada da mesma maneira. Filo de Bizâncio diz que a carta escrita com uma infusão de galha torna-se invisível até que uma esponja banhada numa solução de sulfato de cobre seja passada sobre ela.
Para armazenar os pigmentos usava-se o atramentário, um recipiente de corpo circular ou hexagonal e que era fabricado com terracota, bronze e outras ligas de ouro ou prata. A escrita era feita com um pedaço junco, talhado obliquamente ou afinado na extremidade a que se chamava cálamo.